# Chabanais
Chabanais település Franciaországban, Charente megyében. Lakosainak száma 1564 fő (2022. január 1.). Chabanais Chassenon, Chirac, Étagnac, Exideuil-sur-Vienne, Pressignac és Saint-Quentin-sur-Charente községekkel határos.

## Népesség
A település népességének változása:
| Lakosok száma | 2383 | 2242 | 2107 | 1889 | 1763 | 1692 | 1651 | 1568 | 1561 | 1564 |
|               | 1968 | 1982 | 1990 | 2006 | 2013 | 2015 | 2017 | 2019 | 2020 | 2022 |